# Liu Chunhong
Liu Chunhong (刘春红S, Liú ChūnhóngP; Zhaoyuan, 29 gennaio 1985) è una sollevatrice cinese.
Ha vinto la medaglia d'oro ai Giochi della XXVIII Olimpiade di Atene nel 2004 nella categoria 69 kg femminile. Originariamente vincitrice della medaglia d'oro anche ai successivi Giochi di Pechino, sempre nella stessa categoria dei 69 kg femminile, nel gennaio 2017 è stata privata di questa medaglia per positività al test antidoping.
Nelle sue partecipazioni ai campionati mondiali di sollevamento pesi ha conquistato due medaglie d'oro (2004 e 2005) e una medaglia d'argento (2007) in diverse categorie. Inoltre ha vinto due medaglie d'oro ai giochi asiatici, una nel 2002 e una nel 2010.

## Palmarès
- Giochi olimpici

Atene 2004: oro nei 69 kg.
- Campionati mondiali

Vancouver 2003: oro nei 69 kg.
Doha 2005: oro nei 75 kg.
Chiang Mai 2007: argento nei 69 kg.
- Giochi asiatici

Busan 2002: oro nei 69 kg.
Guangzhou 2010: oro nei 69 kg.
- Campionati asiatici

Qinhuangdao 2003: oro nei 69 kg.
Almaty 2004: oro nei 69 kg.
Kanazawa 2008: oro nei 69 kg.